# 科爾尼亞克特宮

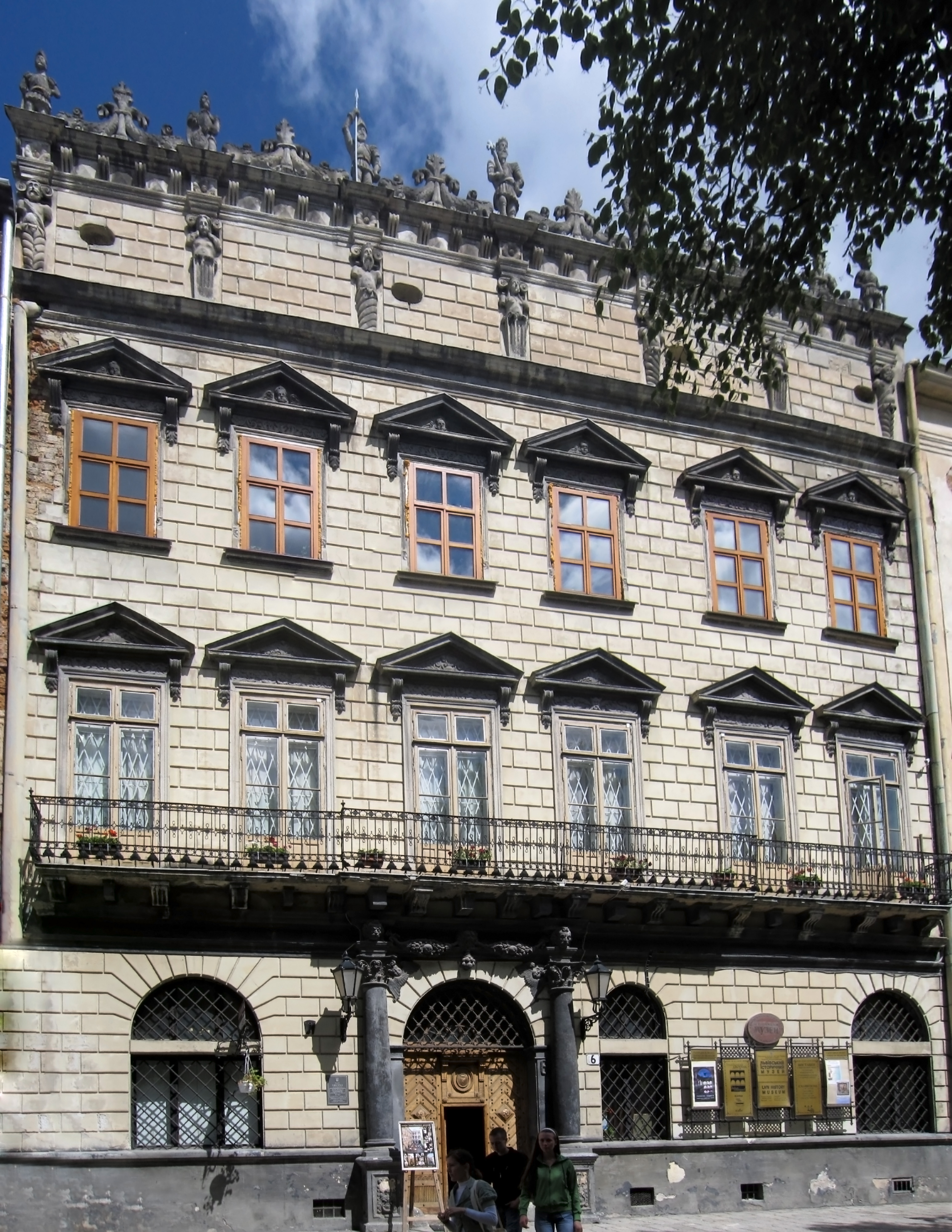
科尼亞特宮

科爾尼亞克特宮（烏克蘭語：Палац Корнякта (Palats Korniakta)）是位於烏克蘭城市利沃夫的一座建築。

## 历史
科爾尼亞克特宮最初是由波蘭建築家彼得·巴爾邦（Piotr Barbon）為商人康斯坦蒂·科爾尼亞克特而建造，竣工於1580年。現在科爾尼亞克特宮是利沃夫歷史博物館的一部分，展示洛可可風格的裝飾以及鐘錶、獎章、銀器等藏品。